# Franciszek Ksawery Godebski
Franciszek Ksawery Godebski, pseudonim Dobrogost (ur. 1801 we Frankenthal, zm. 17 maja 1869 we Lwowie) – polski pisarz i publicysta. 

## Życiorys
Edukację rozpoczął w kolegium pijarów na Żoliborzu, później uczył się w Korpusie Kadetów w Kaliszu, a następnie w Liceum Krzemienieckim. Studia ukończył na Królewskim Uniwersytecie Warszawskim po czym rozpoczął służbę państwową jako aplikant w Ministerium Skarbu.
W latach 1820–1822 był redaktorem kilku pism literackich (np. „Wanda”, „Warszawianin”, „Gazeta Literacka”, „Pszczółka Krakowska”), był też twórcą wielu grywanych w Warszawie komedii i scen lirycznych. Poświęcił się działalności literackiej w różnych kierunkach.
Brał udział w powstaniu listopadowym organizując oddziały powstańcze. Podpisał 25 stycznia 1831 roku akt detronizacji Mikołaja I Romanowa. Od 21 czerwca 1831 roku poseł z powiatu łuckiego województwa wołyńskiego na sejm powstańczy
Po upadku powstania w latach 1832–1858 przebywał na emigracji. Najpierw we Francji, gdzie brał czynny udział w życiu emigrantów. Uczestniczył w zebraniach posłów i senatorów, próbujących kontynuować na emigracji misję sejmu powstańczego. W 1841 był współzałożycielem, a od 1853 profesorem literatury w Szkole Polskiej Narodowej w Batignolles. W 1849 w Paryżu został administratorem pisma „La Tribune des Peuples” („Trybuna Ludów”), gdzie współpracował z Mickiewiczem. Był również inicjatorem i wykładowcą kursu historii i statystyki Polski w Szkole Artylerii zakładu emigracyjnego w Bourges. Pracował również jako kustosz Biblioteki Królewskiej i zbiorów Ludwika Filipa w Wersalu. W 1849 wyjechał na kilka lat do Belgii.
Po powrocie do kraju, osiadł we Lwowie. W 1858 objął po ociemniałym Karolu Szajnosze kierownictwo Ossolineum. Położył duże zasługi w uporządkowaniu i unowocześnieniu tej placówki. Przeprowadził reorganizację Muzeum im. Lubomirskich, zapraszając również Wincentego Pola do segregacji zbiorów archeologicznych i dziejowych pamiątek Zakładu Narodowego im. Ossolińskich. Przedmioty muzealne wyodrębniono z biblioteki, mieszcząc je jako osobną całość w dotychczasowej czytelni, którą przeniesiono na piętro. Sporządził inwentarz rycin i numizmatów; objaśnił i ułożył przedmioty muzealne, uporządkowywał katalogi w bibliotece.
Darzony szacunkiem jako „poseł ostatniego sejmu polskiego” obracał się w kręgach świata naukowego, literackiego i naukowego.
Był wydawcą licznych źródeł historycznych.
Jego pogrzeb stał się okazją do manifestacji narodowej.

### Życie prywatne
Był synem Cypriana Godebskiego.
Jego żoną była Ludwika Dezyderia Rymińska z którą miał ośmioro dzieci (pięć córek i trzech synów). Dwójka z nich zmarła w dzieciństwie.
Jeden z jego synów, Cyprian Godebski, został rzeźbiarzem.
Franciszek Ksawery Godebski został pochowany na Cmentarzu Łyczakowskim we Lwowie.

## Utwory (wybór)
- Duch i dążności wieku, 1860[6]
- Stary i młody, 1856
- Miłostki ułańskie : komedjo-opera w 1 akcie, 1929[7]
- Kto pod kim dołki kopie, sam w nie wpada: przysłowie dramatyczne w 1 akcie wierszem, 1867[8]
- Miłość i próżność,
- Obraz Polski pod koniec XVII wieku : ze Zbioru podróży, ogłoszonych w Hadze 1705 r.[9]
- Otwarcie kursu historyi i statystyki Polski w Szkole Artyleryi - Zakładu Polaków w Bourges w dniu 7 marca 1833 r.,1883[10]
- Pamiętniki Hansa Szlązaka z XVI wieku, 1847[11]
- Reformy społeczne w Polsce pod koniec XVIII wieku, 1868[12]